# 大オルガン・ミサ
『大オルガン・ミサ 変ホ長調』 Hob.XXII:4は、フランツ・ヨーゼフ・ハイドンが1768-1769年ごろに作曲したミサ曲。正式な題名は『至福の処女マリアをたたえるミサ』(Missa in honorem Beatissimae Virginis Mariae)だが、オルガンがコンチェルタンテ的に用いられているために『大オルガン・ミサ』(ドイツ語: Große Orgelmesse)の通称によって呼ばれる（「大」がつくのは『小オルガン・ミサ 変ロ長調』Hob.XXII:7と区別するため）。
演奏時間は約40分。

## 概要
『大オルガン・ミサ』の自筆原稿は部分的にしか残っておらず、成立年を正確に知ることはできない。かつて1766年の作曲とされていたが、自筆譜に使われている紙にオペラ『漁師の娘たち』（Hob.XXVIII:4、1769年作曲）と同じ透かしがはいっていること、およびエントヴルフ・カタログ（草稿目録）上の位置から判断して、ランドンは作曲年を1768年から1769年ごろに訂正した。
1766年の『チェチリア・ミサ』につづき、エステルハージ家に仕えてから完成された2番目のミサ曲にあたる。『チェチリア・ミサ』がバロック音楽的な形式に従うところが多いのに対して、『大オルガン・ミサ』はより「古典的」な作風に近づいている。明るい『チェチリア・ミサ』に対して、『大オルガン・ミサ』はオーボエのかわりにコーラングレのくすんだ音色を使った、より内向的な音楽になっている。

## 編成
- ソプラノ、アルト、テノール、バス独唱と4部合唱。
- コーラングレ2、ホルン2（、トランペット2、ティンパニ）、第1ヴァイオリン、第2ヴァイオリン、低音、オルガン。

おそらくアイゼンシュタットのエステルハージ宮殿に附属する教会で1768年か1769年の冬に初演された。その後、ハイドンはトランペットとティンパニを追加した新しい版を作った。

## 構成

### Kyrie
静かな曲で、出だしからオルガンが活躍する。「Kyrie」は合唱により、「Christe」の部分は独唱歌手たちによって歌われる。

### Gloria
付点つき音符をもつはずんだ音楽ではじまるが、「Gratias agimus tibi」からは短調の沈んだ曲調に変わり、コーラングレの音が目立つ。「Quoniam」から再び明るい曲になり、オルガン独奏を経てアーメン・コーラスで曲を終える。

### Credo
3拍子の明るい曲調の音楽ではじまる。「Et incarnatus est」は短調でテノール独唱が切々と歌いあげる。「Crucifixus」は合唱によって対位法的に歌われる。「Et resurexit」で再び3拍子の明るい曲調に変わり、ホルンのファンファーレを含んで盛りあがる。最後のアーメン・フーガにはオルガン独奏部が加えられる。

### Sanctus / Benedictus
シンコペーションのリズムをもつおだやかな旋律によって対位法的にはじまる。コーラングレを主とした器楽部分を経て「Pleni sunt」以下は高速で歌われる。
「ベネディクトゥス」はオルガンによるコンチェルタンテ的な器楽部分を持ち、『大オルガン・ミサ』の通称はこの部分から生じた。快速なホザンナで曲を終える。

### Agnus Dei
おだやかな合唱曲である。「Dona nobis pacem」から輝かしいフーガになるが、ここでも途中で時々オルガン独奏が挿入され、最後はホモフォニックに終わる。